# John Kidd
John Kidd (Westminster, 10 de Setembro de 1775 — Oxford, 7 de Setembro de 1851) foi um médico, químico e geólogo, professor na Universidade de Oxford e membro da Royal Society. Foi o descobridor do naftaleno, criando o nome naftalina. Notabilizou-se como autor do 2.º volume da série Bridgewater Treatises, uma obra que apesar de escrito no âmbito da teologia natural e da defesa de uma versão do criacionismo, foi pioneira na identificação dos efeitos do ambiente sobre o desenvolvimento humano.

## Biografia
John Kidd nasceu em Westminster, filho de um oficial naval, o capitão John Kidd. Depois de estudos preparatórios em Bury St Edmunds e Westminster, formou-se no colégio de Christ Church, Oxford, com um bacharelato em artes (1797). Entre 1797 e 1801 estudou Medicina no Guy's Hospital, em Londres, sob a orientação de Sir Astley Cooper. Em 1801 foi nomeado instrutor de Química na Universidade de Oxford, sendo em 1803 promovido primeiro titular da cátedra Aldrich (Aldrichian professor)  de Química naquela instituição. Em 1804 obteve o título de Doutor em Medicina (M.D.).
Como professor voluntário, ministrou aulas de Mineralogia e Geologia: as aulas decorriam nas caves sitas sob o Ashmolean Museum. Foi nestas aulas que William Conybeare, William Buckland, Charles Daubeny e outros receberam as primeiras lições de geologia.
Kidd era um professor popular e instrutivo de cujo esforço resultou a criação da cadeira de Geologia em Oxford, inicialmente ocupada por William Buckland. Dedicou-se à Química orgânica e foi pioneiro no estudo dos alcatrões deixados pela queima de carvão. Descobriu o naftaleno (1819), cujo nome cunhou como a popular naftalina repelente de traças, abrindo caminho para o aproveitamento de compostos orgânicos obtidos a partir do alcatrão deixado pela fusão e pirólise na queima parcial dos carvões minerais no fabrico de coque e de gás de cidade.
Em 1818 foi eleito membro (fellow) do Royal College of Physicians; em 1816 foi nomeado professor de Anatomia (Lee's Reader in Anatomy); e em 1822 foi feito professor régio (regius professor) de Medicina, sucedendo na cátedra a Sir Christopher Pegge; e em 1834 foi nomeado curador da Radcliffe Library. Em 1834 foi seleccionado para ministrar a Harveian Oration perante o Royal College of Physicians.
Também se dedicou às questões da educação e da formação superior, tendo publicado um panfleto sobre o ensino das ciências e sido o principal mentor de uma reforma dos requisitos para ingresso no curso de Medicina, tornando mais exigente a formação científica prévia que era requerida.

## Principais obras
- Outlines of Mineralogy (1809)
- A Geological Essay on the Imperfect Evidence in Support of a Theory of the Earth (1815)
- Bridgewater Treatise: On the Adaptation of External Nature to the Physical Condition of Man (1833).